# Csesztve
Csesztve is een plaats (község) en gemeente in het Hongaarse comitaat Nógrád. Csesztve telt 330 inwoners (2001).

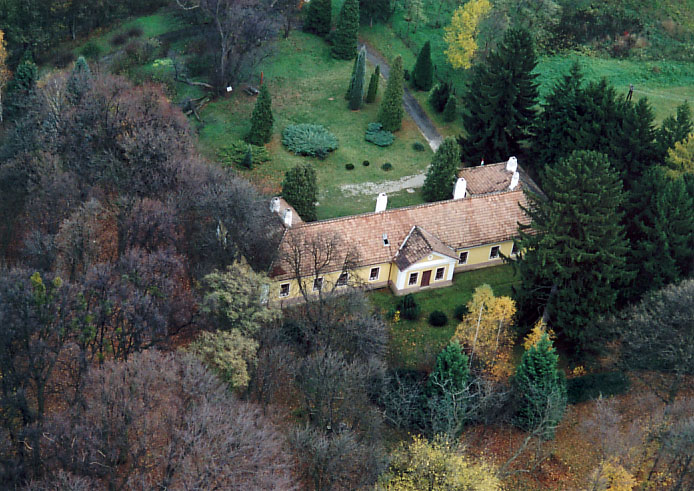
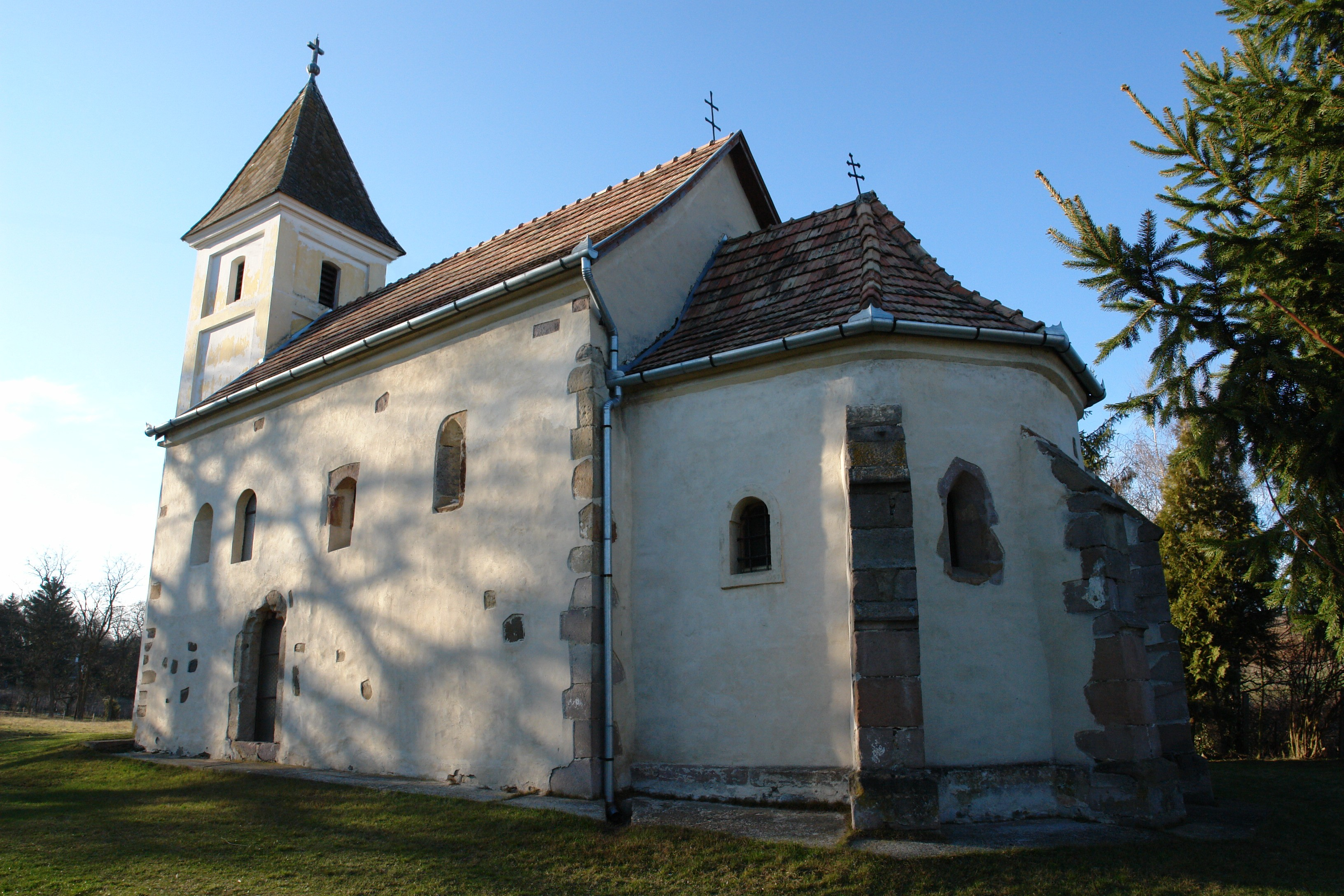